# Itayap
Itayap est un village de la commune de Massock-Songloulou; située dans le département de la Sanaga-Maritime et la région du Littoral au Cameroun. Il est situé sur la route de Songmbenguè qui mène vers Nkom ou Nyaho, à 32 km de Songmbenguè.

## Population
En 1967, Itayap comptait 46 habitants, principalement Bassa.
Lors du recensement de 2005, 88 personnes y ont été dénombrées.